# Ascoyunnania aquatica
Ascoyunnania aquatica är en svampart som beskrevs av L. Cai & K.D. Hyde 2005. Ascoyunnania aquatica ingår i släktet Ascoyunnania, klassen Sordariomycetes, divisionen sporsäcksvampar och riket svampar.   Inga underarter finns listade i Catalogue of Life.